# Jimmy Connors Pro Tennis Tour
Jimmy Connors Pro Tennis Tour (ジミーコナーズのプロテニスツアー Jimī Konāzu no Puro Tenisu Tsuā?) är ett SNES-spel utvecklat av Blue Byte och utgivet 1993. Spelet är namngivet efter den amerikanske tennisspelaren Jimmy Connors.

### Fotnoter
1. ↑  ”Bugs Bunny Rabbit Rampage” (på svenska). Club Nintendo (Kungsbacka: Atlantic) (3 1994):  sid. 8. september 1994. Läst 28 april 2014.